# 陪臚
陪臚（字面意思為可畏或恐怖；亦譯倍臚與陪羅縛；較接近梵文的漢音為「排拉伐」）為一尊印度教神明，外型兇猛，相傳是濕婆神的化身，或是他的兒子。在印度教中，他有許多別名，例如在印度卡纳塔克邦，稱它為 Kāla Bhairava，Kal Bhairab，Annadhaani Bhairava，在拉贾斯坦邦，稱為Bhairo，Bhairon，Bhairadya或Bheruji，泰米爾人稱為Kaal Bhairava，Kaala Bhairavar，或Vairavar。在拉賈斯坦邦，泰米尔纳德邦及尼泊爾，都很重視這位神明。他源自於印度神話，在印度教之外，佛教與耆那教也崇拜這位神明。

## 名稱
其名稱意為暴惡，可畏。

## 神話
陪臚的傳說起源自梵天與濕婆之間的爭議。傳說梵天曾與濕婆爭論，誰才是宇宙中最偉大的神明。梵天認為自己是世界的創造者，應受到最高的尊崇。憤怒的濕婆變身成陪臚，突然出現砍下梵天的第五個頭，因此被稱為黑陪臚（Kāla Bhairava），意思為「黑色恐怖者」。此後梵天只剩下四個頭，而陪臚被稱為殺梵者。

## 形象
一身九面，裸形黑色，現三十四臂、十六足之忿怒身。

## 密宗
金剛界密宗將他列在金剛界曼荼羅降三世會外部院的東南角落，為自在天的化身。藏傳密宗則認為他是大自在天的忿怒相。
有些時候陪盧一辭只是形容本尊外貌的用語例如在法賢翻譯的《佛说妙吉祥瑜伽大教金刚陪啰嚩轮观想成就仪轨经》中，文殊化現出牛面怖畏（陪啰嚩）金刚，但怖畏金剛和陪廬是不同的神祇。
而在勝樂續中，勝樂金剛形象裡正是一腳踩踏黑陪盧（怖畏王）另腳踩踏紅時母（mahākālī)、
在尼瓦爾佛教的密宗修持中，對陪臚的祟拜側重於將心中的憤怒和仇恨轉化為理解。

## 樂曲
唐代破陣樂中，有倍臚、陪臚破陣樂。

## 尼泊爾
尼瓦爾人認為他是一位重要的神，尼瓦爾人的傳統聚落至少有一座陪臚寺廟，大多數陪臚廟由尼瓦爾婆羅門主持。印度教徒相信如在他面前撒谎會遭到神明懲罰(流血而死)，因此尼泊爾最高法院在過去就設在加德满都的陪臚神殿中。